# Kiss József (tanár, 1858–1939)

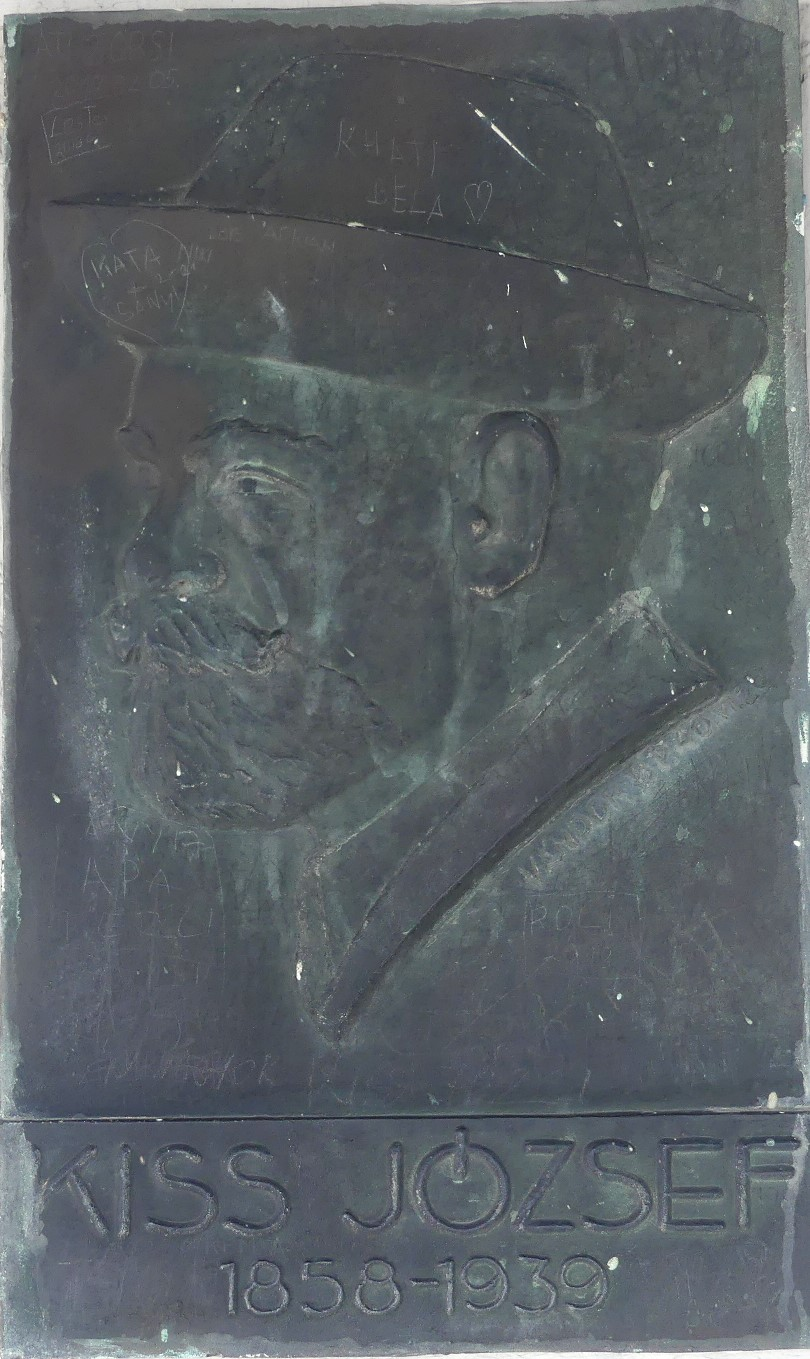
Emléktáblája

Kiss József (Mesztegnyő, 1858. május 7. – Pécs, 1939. július 29.) állami főreáliskolai tanár, idegenforgalmi szakember, turisztikai író, kerékpáros szakíró, a Mecsek Egyesület egyik alapítója és negyven esztendőn át főtitkára, az egyesület tiszteletbeli elnöke.

## Élete
Kiss József ügyvéd és Müller Eleonóra fia. Középiskoláit Pécsett az állami főreáliskolában végezte. 1874-től 1877-ig a budapesti József-műegyetemen fejezte be tanulmányait és tanár lett. Önkéntességi éve után, 1879–81-ben Csongrádon, 1881–84-ben Siklóson a községi polgári iskolában tanárkodott. 1884. szeptember 6-tól a pécsi főreáliskola tanára volt. Amikor 1892-ben Pécsett az első kerékpáros egyesület megalakult, alelnökké választották. Később az egyesület átalakulván, a pécsi kerékpárklubnak engedte át a vezetést, melynek ő lett az elnöke. A pécsi Mecsekegyletnek és hosszabb ideig a pécsi dalárdának is titkára volt. A nyári szünidőket külföldi utazással töltötte és kerékpáron bejárta Németországot, Svájcot, sőt az Északi-tengerig is eljutott.
1892-től 1932-ig az egyesület évkönyvét szerkesztette, ebben számos útleírást is megjelentetett az Alpokban tett utazásairól. Az 1894-ben megjelent Pécs város és környékének vezető könyve című kalauza később Mecsek Útmutató címen öt kiadást ért meg.
1914 és 1920 között a Magyar Turista Szövetség alelnöke, 1921 és 1929 között pedig társelnöke volt. 1936-ban turisztikai munkásságának elismerése gyanánt a szövetség tiszteletbeli tagjává választotta.

## Emlékezete

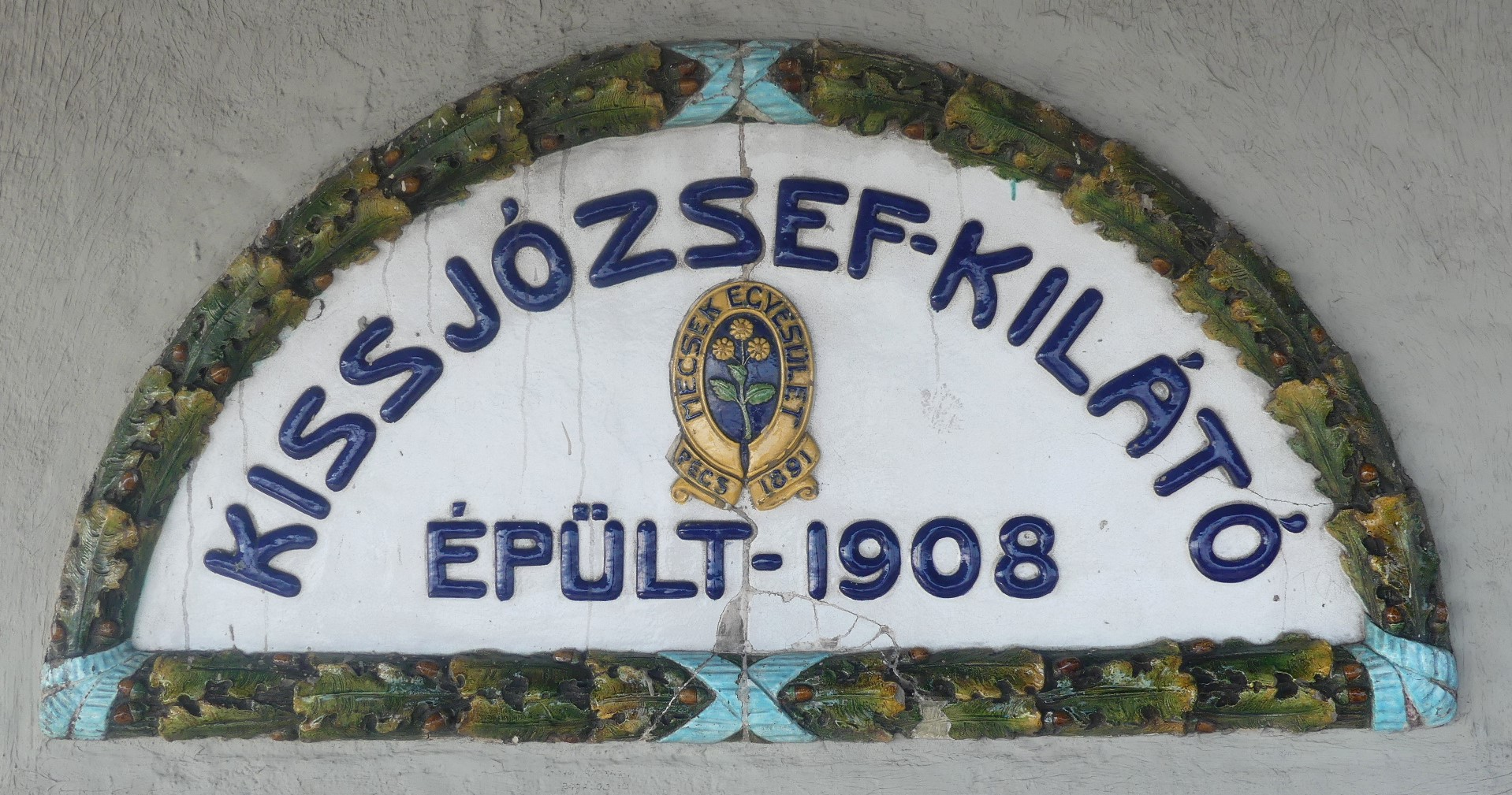
Emléktáblája a TV tornyon

- A Mecsek Egyesület által a Misina tetőn (538 m) felépített kilátó őrizte nevét 1908 és 1970 között
- Emléktáblája áll a Pécsi tévétoronyra szerelve is

## Munkássága
- Egyszerű geographiai fokhálóztok szerkesztése. Pécs, 1890. (Különnyomat a pécsi állami főreáliskola Értesítőjéből.)
- Turistaság és Mecsek-egylet. Uo. 1891. (Különny. a Pécsből).
- A Mecsek-egyesület Évkönyvei Uo. 1891-97. Hét évfolyam.
- Aldunai emlékeim. Uo. 1893. (Különny. a Pécsi Naplóból).
- Uti emlékeim. Uo. 1894. (Különny. a Pécsi Naplóból).
- Pécs és környéke. Uo. 1894. (Kalauz. Ism. Napi Közlöny, Pécs, 1894. 5. sz.)
- Turistáskodás kerékpáron. Uo. 1897. (Különny. a M. Kerékpáros és Athletikai Sportból).
- Az Alpesek világából. Uo. 1897. (Különny. a Mecsek-egyesület Évkönyvéből).
- Ábrázoló mértan a reáliskolák számára. Uo. év n. (Autografált ívekben a tanulók számára).
- Pécs és a Mecsek részletes kalauza (Pécs, 1926)

A Pécsi Figyelőnek szerkesztőtársa volt 1875. augusztustól Haksch Emil mellett, 1884. augusztustól maga szerkesztette a lapot, 1888-ban a szerkesztéstől végképp visszalépett.
Turisztikai cikkeket írt a budapesti Turisták Lapjába (1891-95. Utirajzok), melynek munkatársa, a Kerékpár-Sportba s a Pécsi Naplóba (1895. Kerékpáron a karavánkák közé, 1897. A kapruni völgy), s a Pécsi Ujságba (1894. Valami a gyorsírásról).
A magyar kerékpárszövetség túrakönyvének összeállítására vállalkozott, melyben munkatársa Földváry Tibor volt.